# O型準矮星

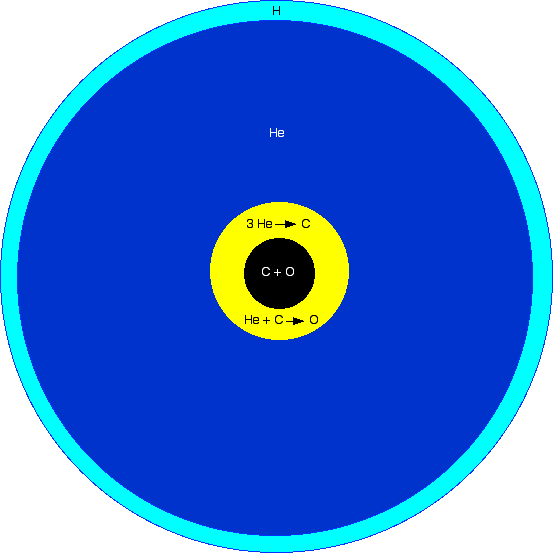
O型準矮星の断面の模式図

O型準矮星(Subdwarf O star, sdO)は、温度が高く低質量の恒星の分類である。一般的なO型主系列星と比べてずっと暗いが、太陽光度と比べると約10-100倍であり。質量は太陽質量の約半分である。温度は、4万から10万ケルビンである。スペクトル中では、イオン化ヘリウムが顕著である。表面重力log gは、通常4.0から6.5の間である。多くのO型準矮星は銀河系を高速で動いており、高い銀緯で見られる。

## 構造
O型準矮星の構造は、炭素と酸素からなる核とその周りのヘリウム燃焼殻からなると信じられている。スペクトルから、ヘリウム含有量は50-100%であることが示される。

## 歴史
1970年代初め、GreensteinとSargentは恒星の温度と重力の強さを測定し、ヘルツシュプルング・ラッセル図の上に正確な位置をプロットすることができた。Palomar-Green survey、Hamburg surveys、スローン・デジタル・スカイサーベイ、Supernova Ia Progenitor Survey (ESO-SPY)でもこれらの恒星の多くの記録が取られた。

## 割合
O型準矮星は、B型準矮星の1/3程度の数である。

## スペクトル
O型準矮星からは様々な種類のスペクトルが検出され、He-sdOと呼ばれる強いヘリウム線と、H strong sdOと呼ばれるより強い水素線に分類できる。He-sdOはかなり珍しい。通常、窒素は豊富にあり、炭素は枯渇しているが、炭素、酸素、ネオン、ケイ素、マグネシウム、鉄等の原子番号が偶数の元素が豊富な場合もある。

## 例
- HD 128220は、Corrado Bartoliniにより研究された[2]
- HIP 52181は、周期1.04ミリヘルツのパルサーである[2]
- HD 49798は、炭素欠乏X線連星である[3]。
- US 708は銀河系からの脱出速度を超える速度を持つ超高速度星である[5]。

## ライフサイクル

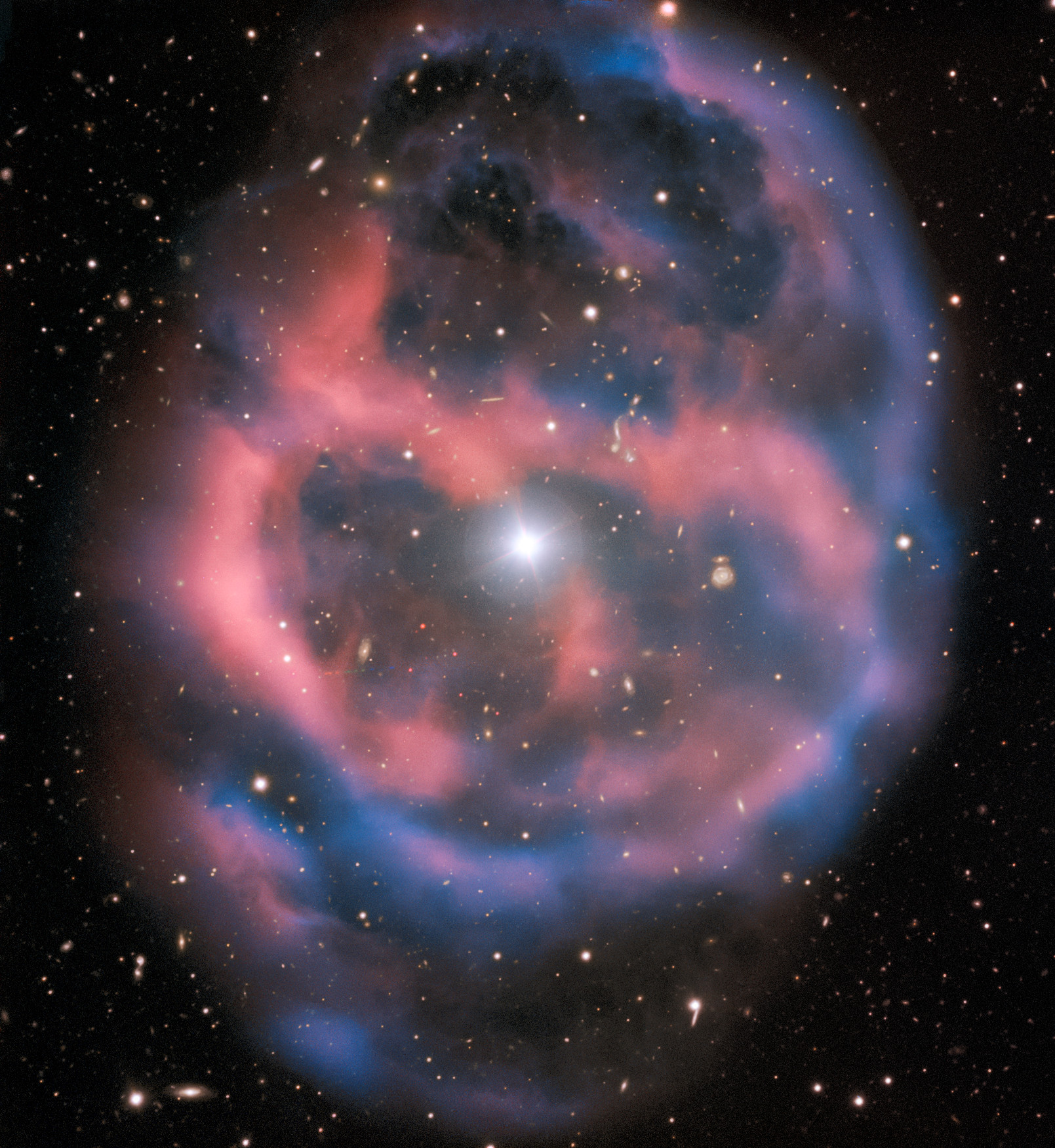
寿命を終えた巨星の残骸の惑星状星雲とO型準矮星

これらは、ヘルツシュプルング・ラッセル図上にプロットされている。恒星のライフサイクル上では、明るいO型準矮星は漸近巨星分枝、コンパクトなO型準矮星はその後の水平分枝と、2つの段階に位置する。post-AGB星は、惑星状星雲内で見られることが期待されるが、O型準矮星のうち、4つのみがこのような恒星であることが知られている。コンパクトなO型準矮星は、B型準矮星の子孫とされるが、統計はB型準矮星に合わない。別の説では、O型準矮星は、2つの白色矮星の融合により形成されたとされる。これは、重力波等により近接連星が崩壊した場合に起こりうる。